# Akçayunt, Çemişgezek
Akçayunt là một xã thuộc huyện Çemişgezek, tỉnh Tunceli, Thổ Nhĩ Kỳ. Dân số thời điểm năm 2010 là 55 người.